# 살레 알무하야
육군 원수 살레 알무하야(صالح المحيا)는 사우디아라비아 육군의 참모총장이었다. 그는 사우디아라비아군의 부사령관이기도 했다. 칼리드 빈 술탄 곁에서 그는 걸프 전쟁 당시 연합군과 함께 사우디 군을 이끌었고, 2011년 은퇴하기 전에 그는 예멘에서 발생한 후티 반란에 참전하기도 했다.